# 酷美丝
Coolmax，可译作“酷美丝”，是一种合成纤维的商标名。由美国杜邦公司纺织与内饰部门（现分立为英威达公司）1986年发明的聚酯合成纤维。

## 结构
Coolmax纤维横截面是卵圆形，沿着纤维长径有4条沟槽，其管壁透气。利用毛细作用的排汗、速干。